# Maurizio Baglini

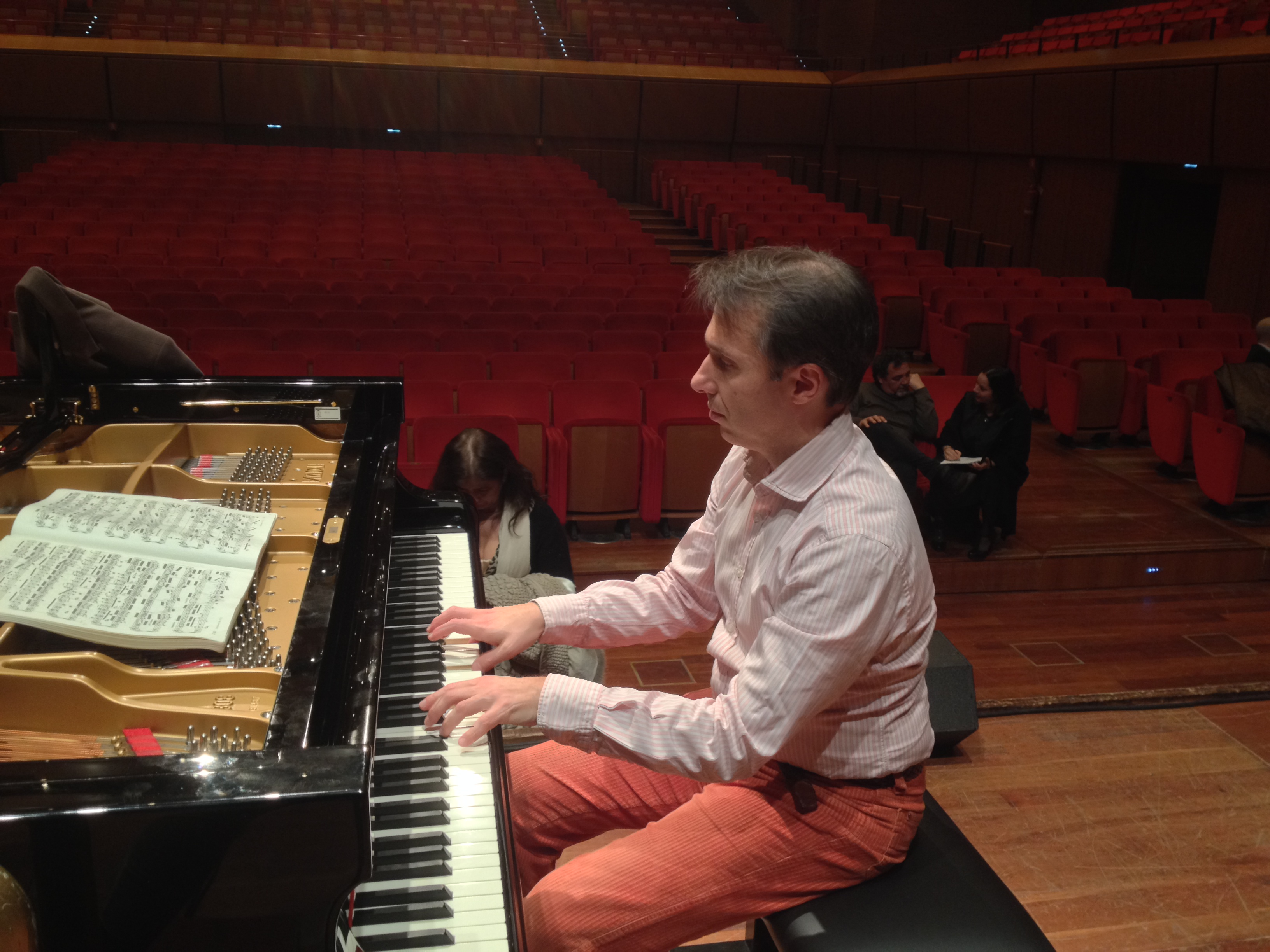
Maurizio Baglini

Maurizio Baglini (* 1975 in Pisa) ist ein italienischer Pianist.

## Leben
Baglini studierte am Conservatorio Giacomo Puccini in La Spezia. Er war Preisträger beim Internationalen Klavierwettbewerb Ferruccio Busoni in Bozen, William Kapell in Maryland. 1999 gewann er das World Music Piano Masters in Monte Carlo.
Er spielt bei den Festivals La Roque d’Anthéron, Loeckenhaus, Yokohama Piano Festival, Israel Festival in Jerusalem, Festival Berlioz à la Côte Saint-André, Nuits Romantiques à Aix-les-Bains, Australian Chamber Music Festival, Benedetti Michelangeli Festival in Bergamo und Brescia, Festival Jacques Klein in Rio de Janeiro und bei den Musikvereinigungen und Konzertreihen Salle Gaveau, Musée d’Orsay, Auditorium du Louvre, Kennedy Center in Washington, Sala Cecilia Meireles in Rio de Janeiro, Gasteig in München.
Er war Solist in den Orchestern Philharmonique de Monte Carlo, Orquestra Simfònica de Barcelona i Nacional de Catalunya, Zürcher Kammerorchester, New Japan Philharmonic Orchestra, Orchestra Toscanini di Parma, und arbeitete dabei mit den Dirigenten Emmanuel Krivine, Armin Jordan, Howard Griffiths, Donato Renzetti, Brian Wright zusammen.
Ein festes Duo besteht mit der italienischen Cellistin Silvia Chiesa sowie der französischen Violinistin Amanda Favier.
Seine Diskografie beinhaltet alle Chopin-Etüden – aufgenommen für Phoenix Classics auf einem modernen Klavier und auf zwei unterschiedlichen Original-Hammerklavieren des 19. Jahrhunderts – und die Klavierwerke von Bach/Busoni, 2005 und 2011 bei Tudor auf Fazioli-Flügeln. Als leidenschaftlicher Kammermusiker konzentriert er seine Aktivitäten auf neue Partnerschaften und die Musikliteratur, und hier wiederum auch auf zeitgenössische Musik. Im November 2006 widmete Azio Corghi ihm und Baglini’s angestammter Duopartnerin Silvia Chiesa ein neues Werk für Cello und Klavier, D’après cinq chansons d’élite.
Im Dezember 2007 war er zusammen mit Martha Argerich, Nelson Freire, Jean-Marc Luisada eingeladen zur Feier des 100-jährigen Bestehens des Salle Gaveau in Paris. Im Mai 2008 wurde er von dem französischen Klassikexperten Alain Duault in die Fernsehsendung „Toute la musique qu’ils aiment“ eingeladen, und er spielte in Konzerten, die live übertragen wurden von RaiRadio3, France Musique, NHK Television.
Bei DECCA veröffentlichte er im März 2009 eine Aufnahme der Liszt-Transkription von Beethovens Symphonie Nr. 9, gefolgt von Liszts Zwölf Transzendentalen Etüden im Jahr 2010. 2011 veröffentlichte DECCA „Rêves“, eine Liszt-Jubiläums-CD, in der u. a. die Paganini-Etuden eingespielt hat, sowie eine weitere Aufnahme von Brahms und Schubert mit Silvia Chiesa. 2010 spielte er in Turin bei der Weltpremiere von Azio Corghis Konzert für Klavier und Orchester mit dem Rai-Orchester unter der Leitung von Arturo Tamayo. Zuletzt bei Decca: Mussorgsky, Werke für Piano, u. a. Bilder einer Ausstellung.
2005 gründete er als künstlerischer Direktor das Amiata Piano Festival und das Dionysus Music, Art and Multimedia Festival, das jedes Jahr im Weinkeller von Colle Massari, in Poggi del Sasso (Cinigiano) in der Toscana bei Grosseto stattfindet.
Seit Januar 2011 ist er außerdem künstlerischer Direktor der Konzerte im Palazzo Reale in Pisa, der künstlerischen Events im Showroom der Klaviermanufaktur Fazioli in Mailand, des Kammermusikfestivals Les Musiques de Montcaud in Frankreich. Seit 2013 ist er Künstlerischer Direktor
des Teatro Communale Giuseppe Verdi, Pordenone (Opera di Friuli).